# 扬·波帕
扬·波帕（羅馬尼亞語：Ion Popa，1957年2月2日—），澳大利亚男子赛艇运动员。他曾代表澳大利亚参加1984年和1988年夏季奥林匹克运动会赛艇比赛，其中1984年奥运会获得一枚铜牌。

## 家庭
妻子苏珊·查普曼，女儿罗斯玛丽·波帕。